# Greenland Connect
Greenland Connect — подводный коммуникационный кабель, соединяющий между собой Канаду, Гренландию и Исландию. Кабель состоит из двух пар оптоволоконных кабелей. Первоначальная пропускная способность кабеля составляла 1*10 Гбит/с для каждой пары. Летом 2010 года были установлены два дополнительных канала по 10 Гбит/с. Кабель имеет точки выхода на берег в Милтоне, Нууке, Какортоке и в Ландейярсандуре.

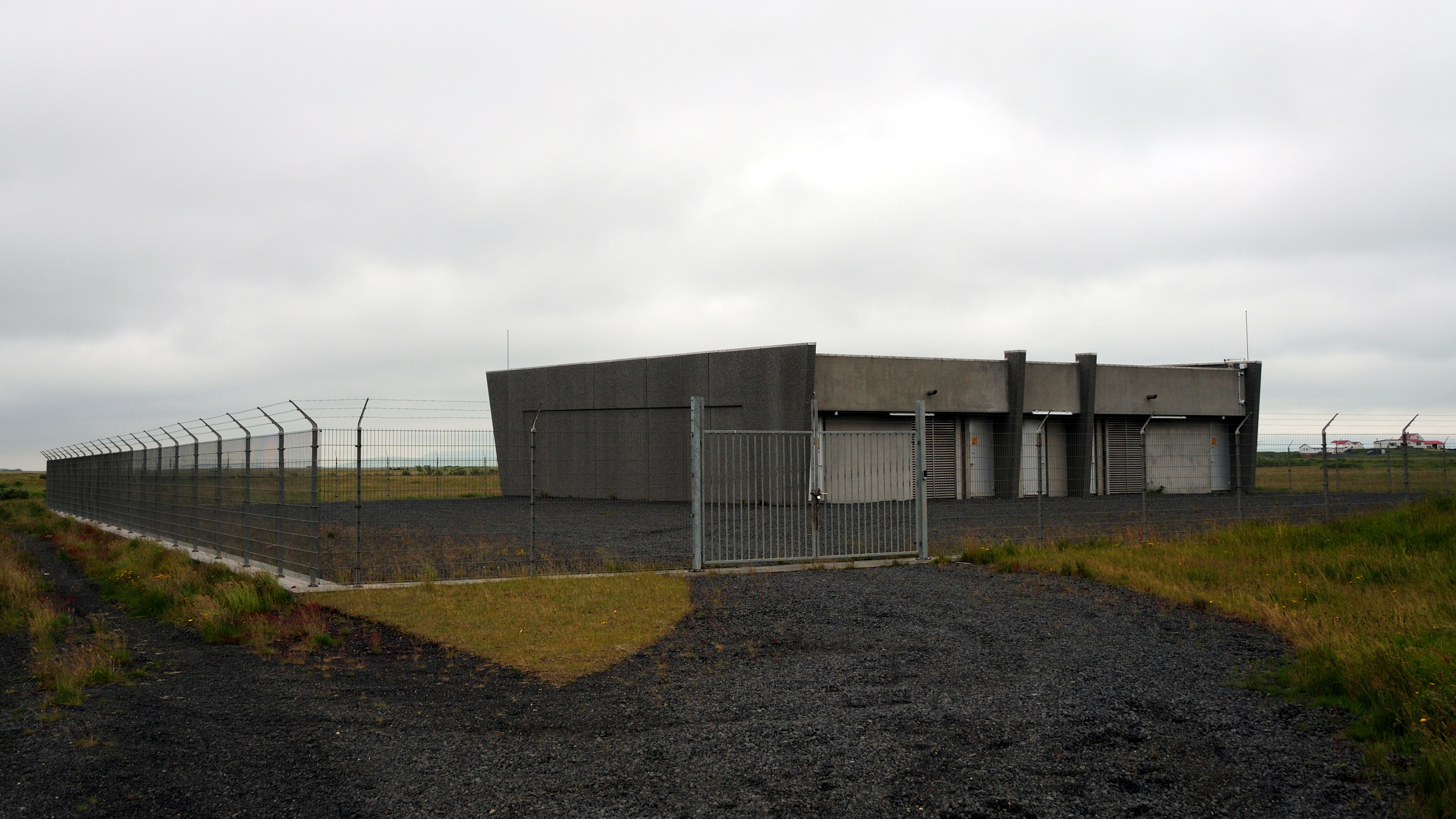
Точка выхода на берег в Ландейярсандуре

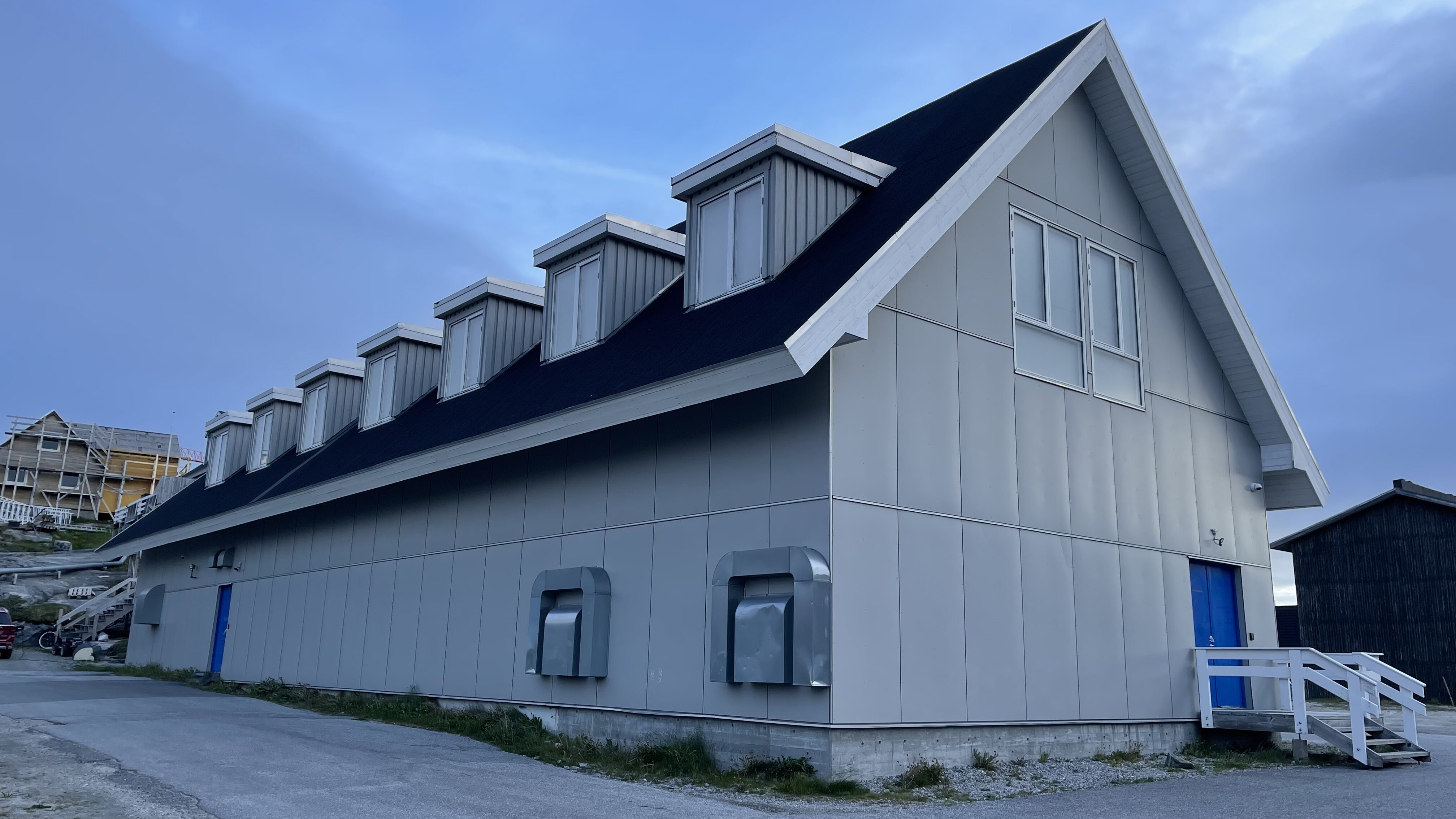
Точка выхода на берег в Нууке

На конечных точках в Исландии Greenland Connect совмещён с кабелями Danice и Trans-Gulf. Вместе они соединяют сети крупных операторов связи в Европе и Северной Америке. Первая пара волокон находится между Исландией и Гренландией, в вторая находится между Гренландией и Ньюфаундлендом и Лабрадором, и длина их обоих составляет 4800 километров. Оператором Greenland Connect является телекоммуникационная компания Tusass.
Первая пара волокон была проложена от залива Тринити, до Гренландии судном Maersk Responder при поддержке судна Blue Castor в период с июля по октябрь 2008 года, в вторая пара волокон была проложена от Ландейярсандура до Гренландии судном Ile de Sein при поддержке судна Ile de Brehat.
Кабель был введён в эксплуатацию 23 марта 2009 года, и после этого он мгновенно сократил задержку интернета в Нууке примерно на 500 мс.

## Greenland Connect North
В апреле 2016 года совет директоров телекоммуникационной компании Tusass объявил о решении проложить подводный коммуникационный кабель вдоль западного побережья Гренландии от Нуука до Аасиаата. Позже в том же году было объявлено, что Tusass заключила партнёрское соглашение с Alcatel-Lucent и Huawei Marine с целью модернизации Greenland Connect с 1,92 Т до 12,8 Т, а также для создания нового кабеля на 680 километров, получившего название Greenland Connect North.
8 октября 2017 года кабель достиг Аасиаата, а уже 11 декабря 2017 года он был введён в эксплуатацию. Кабель имеет точки выхода на берег в Нууке, Маниитсоке, Сисимиуте и в Аасиаате.